# أغنية الجندي
أغنية الجندي "Amhrán na bhFiann" (تلفظ أيرلندي: ‎[ˈəuɾˠaːn̪ˠ n̪ˠə ˈvʲiːən̪ˠ]‏، باللغة الإنجليزية "The Soldier's Song"، هو نشيد أيرلندا الوطني. قام بتأليف الموسيقى كل من Peadar Kearney وPatrick Heeney، وكلمات الأغاني الإنجليزية الأصلية من تأليف كيرني، والترجمة إلى اللغة الأيرلندية التي تُستخدم الآن ترجمها ليام رين. تحتوي الأغنية على ثلاث مقاطع، ولكن تم تعيين النشيد الوطني رسميًا فقط على الكورال.
تتكون التحية الرئاسية، التي تُعزف عندما يصل رئيس أيرلندا إلى مناسبة رسمية من أول أربعة أجزاء من النشيد الوطني تليها فورًا الخمسة أجزاء الأخيرة.

## التاريخ

### أصول النشيد
تم تأليف الأغنية باسم «أغنية جندي» في أوائل عام 1910 أو أواخر عام 1909،[1] وكانت الكلمات لبيدار كيرني، والموسيقى من قبل صديق طفولته وجاره باتريك هيني، حيث تعاونا في الأغاني منذ عام 1903. قام هيني بتأليفه مع ميلودون. ربما ساعد سين روغان في الموسيقى وكتبها أولاً بترميز موسيقي. كتب كيرني الكثير من النص في المقهى السويسري في زاوية شارع أوكونيل وشارع نورث إيرل. تم بيع المسودة الأولى للنص المكتوبة بخط اليد على ورق الدفتر، في مزاد علني في دبلن عام 2006 بمبلغ 760,000 يورو. نشرت مجلة بولمر هوبسون «الحرية الإيرلندية» النص في عام 1912. تم استخدامه كأغنية مسيرة من قبل المتطوعين الأيرلنديين وغنى شيموس هيوز أول أغنية لها على الملأ في حفل جمع التبرعات. تم غنائها من قبل المتمردين في مكتب البريد العام (GPO) خلال صعود عيد الفصح عام 1916. زادت شعبيتها بين المتمردين المحتجزين في معسكر الاعتقال في فرونجوتش بعد الصعود.
نُشرت أول ورقة موسيقية في أواخر عام 1916 من قبل ويلان أند سون، بترتيب من كاتال ماك دوبغيل (سيسيل جرانج ماكدويل). في ديسمبر 1916 في مدينة نيويورك، نشر فيكتور هربرت ترتيباته الخاصة بالبيانو والأوركسترا تحت عنوان "جنود إرين، أغنية راليينغ للمتطوعين الأيرلنديين"، بناءً على تحريض من القس الأيرلندي RF O'Reilly. ودفع أورويلي إتاوات لكيرني وهيني بمجرد أن اكتشف أنهم المؤلفون. كسب كيرني حوالي 100 جنيه إسترليني" بما في ذلك الشيكات اللاحقة من الولايات المتحدة.
بحلول عام 1917، وفقًا لسوماس روبنسون، كان الجنود البريطانيون في أيرلندا يسخرون من الأغنية. استخدم برنامج إيمون دي فاليرا في الانتخابات الشرقية التي أجريت في إيست كلير في يونيو 1917 إعلان كبير به السطرين الافتتاحيين من الأغنية. في أكتوبر من ذلك العام، تحالف المتطوعون الأيرلنديون مع شين فين (الجناح السياسي للجيش الجمهوري الأيرلندي) تحت قيادة فاليرا وخلال حرب الاستقلال الإيرلندية (1919-1921)، تطوّع المتطوعون ليكونوا الجيش الجمهوري الإيرلندي (IRA). أدت شعبية الأغنية إلى أن يطلق عليها «نشيد شين فين». صادرت قوات الأمن البريطانية نسخا منها بدعوى أنها تدعو للفتنة. قام كارل هارديبيك بأداء الأغنية بشكل مفاجئ يوم الأحد 1918 في كاتدرائية القديس بطرس، بلفاست. كانت نسخة فيكتور هربرت معروفة لدى الأميركيين الأيرلنديين بحلول عام 1919، عندما وصل دي فاليرا كرئيس لدال إيريان في الجمهورية الأيرلندية المعلنة ذاتياً. في الحرب الأهلية 1922-1923، انقسم الجيش الجمهوري الايرلندي إلى «الجيش الوطني» للدولة الناشئة الأيرلندية الحرة و«غير النظاميين» المواليين للجمهورية البالية. واصل الجانبان غناء «أغنية الجندي». بعد الحرب، ظلت شعبية باعتبارها لحن الجيش، ولعبت في العديد من المهام العسكرية.

### التبني الرسمي
لم تعتمد الدولة الحرة في البداية أي نشيد رسمي للدولة. أثارت الدولة السياسية الحساسة في أعقاب الحرب الأهلية الرغبة في تجنب الجدل. واصل النقابيون السابقون اعتبار نشيد «فليحفظ الله الملكة» النشيد الوطني، كما كان بالنسبة لبقية الإمبراطورية البريطانية. وحيث أن «أغنية الجندي» وصفت الأيرلنديين يقاتلون عدوًا أجنبيًا فقد سُمح لها بالتغاضي عن الذاكرة المؤلمة للحرب الأهلية. تجنب WT Cosgrave رئيس المجلس التنفيذي (1922-1932)، جعل هذه الأغنية النشيد الوطني خوفًا من تفاقم الكراهية للدولة الحرة التي عقدها النقابيون في أيرلندا الشمالية. كما هو الحال مع الألوان الثلاثة الايرلندية، لم ترغب الحكومة في فصل الدولة عن النشيد خشية ترك رمز قوي متاح للمعارضين الجمهوريين.
«أغنية الجندي» كانت على نطاق واسع يغنى بها القوميون بشكل غير رسمي. تصور الجمهور أنه تم الاعتراف بها رسمياً من حفلة موسيقية أقيمت في 3 فبراير 1924 في المسرح الملكي في دبلن من قبل مدرسة الموسيقى التابعة للجيش الأيرلندي بقيادة المخرج الألماني المولد العقيد فريتز براسي. في 28 أبريل 1924، أعرب كوسغريف عن معارضته لاستبدال «أغنية الجندي»، والتي تم استخدامها مؤقتًا داخل الدولة. اعتبر شون ليستر، مسؤول الدعاية في وزارة الشؤون الخارجية أن «أغنية الجندي» «بالكاد مناسبة للكلمات أو الموسيقى» وفضل الموسيقى، ولكن ليس الكلمات. تم استخدام هذا النشيد الوطني للدولة في أولمبياد 1924 في باريس، [ن 2] وغيرها من الأحداث في الخارج للعامين التاليين. أقام Dublin Evening Mail مسابقات في عامي 1924 و1925 للعثور على أغنية لنشيد وطني جديد؛ لكنها لم تأتِ بجديد.
كان هناك قلق من أن عدم وجود النشيد الرسمي كان يعطي الاتحاديين فرصة للاستمرار مع نشيد "فليحفظ الله الملكة". كتب إيوان موريس قائلاً: "في حين أن بعضًا، ربما كثيرون، من القوميون لم يكره «أغنية الجندي»، اعترض عدد قليل منهم بشدة على رفض تكريمها باعتبارها النشيد الوطني. لكن بالنسبة إلى الاتحاديين السابقين، بقيت أغنية الجندي "محرومة، وفي الظل" وكان نشيد "فليحفظ الله الملكة"هو النشيد الوطني الذي احترموه. بحلول عام 1926 كانت مكاتب المراسم للدبلوماسيين الأجانب تطلب نسخًا من النشيد. في 12 يوليو 1926، قرر المجلس التنفيذي اعتماده باعتباره النشيد الوطني، وكان الرئيس Cosgrave هو القوة الدافعة لذلك القرار، كتب إلى ليستر، "يجب أن يكون هناك توحيد فيما يتعلق بالنشيد الوطني وأنه في الوقت الحاضر" أغنية الجندي" ستستخدم لهذا الغرض في الداخل والخارج على حد سواء". لكن لم يتم نشر القرار. في 20 يونيو 1926، سأل Osmond Esmonde الرئيس Cosgrave عن النشيد الوطني، لكن Ceann Comhairle Michael Hayes حكم "إذا أراد النائب التحقيق في أي مشكلة فيما يتعلق بالنشيد الوطني، فلا يمكنه طرح سؤال على الرئيس. لا يمكن أن يُطلب من الرئيس تحديد النشيد الوطني. انها ليست جزءا من وظائفه. وبدلاً من ذلك، سأل إسموند وزير الدفاع بيتر هيوز عن "النشيد الوطني" فيما يتعلق بالجيش. ذكرت مسودة الرد المنصوص عليها في هيوز أنه "في حين لم يتم اتخاذ قرار نهائي"، تم قبول «أغنية الجندي» في الوقت الحالي باعتبارها النشيد الوطني"، ومع ذلك، قام كوسجريف باستخدام حق النقض، وفي حجرة Dil، ردت هيوز ببساطة «أغنية الجندي».
في عام 1928، تدربت فرقة الجيش على عزف جوقة الأغنية فقط على أنها النشيد الوطني، لأن النسخة الأطول كانت لا تشجع الجماهير على الغناء. وفي عام 1928 أيضًا، أبلغ كبير القضاة هيو كينيدي، أثناء عودته من رحلة رسمية إلى أمريكا الشمالية، أن هناك حاجة ماسة لترتيب رسمي للموسيقى للتداول في الخارج. فقام العقيد فريتز براسي، مدير فرقة الجيش بانتاجه في يوليو 1929. تألف هذا من الجوقة فقط، وتم نشره تحت عنوان «أغنية الجندي» "The Soldier's Song" بدلاً من «أغنية جندي» "A Soldier's Song"، على الرغم من أن صيغ أخرى مثل «أغنية الجنود» "Soldiers' Song"استمرت في الوثائق الرسمية لاحقًا.

### حقوق النشر
عزف النشيد الوطني من قبل راديو Éireann منذ إنشائها في عام 1926. كذلك فعلت دور السينما والمسارح من عام 1932 حتى عام 1972. أصدر كيرني، الذي حصل على مبالغ مالية من ناشري الموسيقى الصورية، إجراءات قانونية بشأن أموال من أولئك الذين يؤدون النشيد الآن. وانضم إليه مايكل هيني، شقيق باتريك هيني، الذي توفي في عام 1911. في عام 1934، حصلت وزارة المالية على حقوق التأليف والنشر للأغنية بمبلغ 1200 جنيه إسترليني (980 جنيه إسترليني لأصحاب حقوق الطبع والنشر بالإضافة إلى 220 جنيه إسترليني نفقات). تم تغيير قانون حقوق الطبع والنشر في الخمسينيات، [ن 3] بحيث اضطرت الحكومة إلى استعادة حقوق الطبع والنشر في عام 1965، مقابل 2500 جنيه إسترليني. تقول روث شيري أنه من غير الواضح ما إذا كان النشيد الرسمي هو الموسيقى وحدها أم النص أيضًا؛ ومع ذلك، فإن التقدير الرسمي لعام 1934 للمبلغ المطلوب... لاقتناء الدولة لحقوق الطبع والنشر في النشيد الوطني يشمل البند "الدفع لأصحاب حقوق الطبع والنشر في كلمات وموسيقى" أغنية الجندي "'. بينما تحتفظ الدولة بحقوق النشر، تم قبول معظم طلبات النشر، "على الرغم من أن العديد من الشركات ذات الطبيعة التجارية البحتة، مثل استخدامها في الإعلانات، تم رفضها". وفقًا لقانون حقوق الطبع والنشر في الاتحاد الأوروبي، انتهت صلاحية حقوق الطبع والنشر للكلمات الإنجليزية في 1 يناير 2013، بعد الذكرى السبعين لوفاة كيرني. [n 4] في عام 2016، قدم ثلاثة من أعضاء مجلس الشيوخ مشروع قانون يهدف إلى استعادة حقوق التأليف والنشر للدولة في النشيد.[n 5].

### الحاكم العام
كان الحاكم العام للدولة الحرة الأيرلندية هو ممثل الملك، وبالتالي اعتبر الاتحاديون أن التحية الرسمية المناسبة هي «فليحفظ الله الملك» بدلاً من نشيد الدولة الحرة. في حفل تنصيب جيمس ماكنيل في عام 1928، عزفت فرقة الجيش «أغنية الجندي»، لكن في ذلك الصيف، في حدثين نظمهما الاتحاديون، استقبلوه بنشيد «فليحفظ الله الملك». أبلغه المجلس التنفيذي أنه في المستقبل يجب عزف نشيد الدولة الحرة. رفض ماكنيل دعوة يونيو 1929 إلى كلية ترينتي الرياضية عندما أصرت الكلية على أن النشيد البريطاني كان تقليدها. اعتبر الاتحاديون والناس في بريطانيا هذا بمثابة تفاهة، بينما علق الجمهوريون بأنه محاولة من الدولة الحرة لقمع الحقيقة حول خضوعها لبريطانيا. كان هناك حل وسط تم تبنيه في عام 1931 وهو أن «أغنية الجندي» سوف تمثل وصول الحاكم العام وسيغادر قبل نهاية الرياضة، عندما يتم عزف «حفظ الله الملك». في عام 1932، أصبح إيمون دي فاليرا رئيسًا للمجلس التنفيذي؛ كجزء من حملته لإلغاء مكتب الحاكم العام، فقد منع فرقة الجيش من عزف «أغنية الجندي» بحضور ماكنيل.

### النسخة الأيرلندية
تمت كتابة الترجمة الأيرلندية بواسطة Liam Ó Rinn(1886–1943)، فيما بعد المترجم الرئيسي ل Oireachtas، الذي شارك في النسخ الأيرلندية لكل من دستور 1922 ودستور 1937. على الرغم من أن شيري يقول إن النسخة الأيرلندية نُشرت لأول مرة في An tÓglach (مجلة قوات الدفاع الأيرلندية) في 3 نوفمبر 1923، طُبع نص مماثل تقريبًا في مجلة فريمان في 3 أبريل 1923، تحت اسم مستعار لـÓ Rinnهو "Coinneach". قد يكون مكتوبًا منذ عام 1917. حفيد رين يدعي أن ليام بدأ العمل في الترجمة بينما كان معتقلاً في فرونجوتش بعد عام 1916. تم إجراء العديد من الترجمات الأخرى بحلول عام 1923، والتي انتقدها رين على أنها غير قابلة للقراءة. كانت هذه باللغة الأيرلندية الكلاسيكية الأدبية، بينما كان رين يفضل اللغة العامية المحكية في مناطق Gaeltacht. من ناحية أخرى، كانت لغة رين الأيرلندية لغة ثانية وجدها بعض المتحدثين الأصليين غير مستحسنة. من ثلاثينيات القرن العشرين، شجعت جمعية الجاليك الرياضية (GAA) غناء النشيد باللغة الأيرلندية في مبارياتها. طُبع نص نسخة Ó Rinn في عام 1933 في An Camán ، [n 6] وفي برامج مباريات GAA في Croke Park، حيث قادت الجماهير من قبل مطربين من كلية سانت باتريك في التعليم . وفي عام 1933 أيضًا، اقترح إيمون أونيل في Dáil أن يتعلم أطفال المدارس الكلمات باللغتين الإنجليزية والإيرلندية.
ظهر كل من النصين الإنجليزي والإيرلندي في إصدارات مختلفة من حقائق عن أيرلندا Facts about Ireland، نشرتها وزارة الشؤون الخارجية، وعلى الموقع الإلكتروني الرسمي لوزارة Taoiseach. ومع ذلك لم يتم اعتماد أي نسخة أيرلندية رسميًا، ولا تحتفظ الدولة بحقوق الطبع والنشر لأي إصدار أيرلندي، ولم يتلقى رين، على عكس ملكية كيرني وهيني، أية أموال. ناقشت مذكرة في إدارة Taoiseach في 5 أبريل 1958 خمس ترجمات أيرلندية مميزة، مشيرة إلى أن ترجمة inn Rinn كانت الأكثر شهرة؛ اقترح أنه إذا تم المصادقة عليها رسميًا، فيجب توحيد القواعد الإملائية والنحوية وتغيير عبارة "Fianna Fáil" إلى "laochra Fáil" لتجنب الارتباط بحزب Fianna Fáil السياسي. أوصى تقرير في عام 2018 عن النشيد بعدم إجراء أي تغيير على الصياغة، وأشار إلى أن القانون لن يمنع أي حزب سياسي جديد من تبني كلمات منقحة مثل "Laochra Fáil" كاسم. [ن 7]

## الاستخدام الحديث
تم حذف النسخة الإنجليزية بالكامل تقريبًا، والعديد الآن غير مدركين أن الكلمات الأيرلندية هي ترجمة. في عام 1960، لوحظ أن تأثير النشيد في كروك بارك أضعف بسبب حقيقة أن بعض الناس غنوا باللغة الإنجليزية وغيرهم باللغة الأيرلندية. في القرن الحادي والعشرين، ما زالت النسخة الإنجليزية تغنى في المباريات المحلية لنادي سيلتيك إف سي، نادي غلاسكو الأيرلندي لكرة القدم. تم غنائها في كندا خلال زيارة دولة قام بها الرئيس ماري مكاليز في عام 1998، وفي كأس رايدر 2004 في الولايات المتحدة. أثار هذا الأخير اعتراضات من Fáilte Ireland.
في عام 1987، جرى التوصية بأن يدرس النشيد كجزء من منهج التربية المدنية في المدارس الوطنية. ووعد بيان فيانا فيل في الانتخابات العامة لعام 2007 بـ «[اضمين النشيد الوطني في مناهج المدارس الابتدائية». اعتبارًا من 2017 يتضمن منهج التربية الشخصية والصحية بالمدرسة الابتدائية «الوعي» بالنشيد في الصف الثالث / الرابع، و«احترامه» في الصف الخامس / السادس. صرح ريتشارد بروتون، وزير التعليم بأنه «ليس من سياسة الإدارات فرض اللوائح على المدارس فيما يتعلق بالتعبير الوطني»، لكنها دعمت العديد من المبادرات التي تضمنت النشيد الوطني. للاحتفال بالذكرى المئوية لعام 2016 لعيد الفصح، قام أعضاء قوات الدفاع بزيارة كل مدرسة وطنية وقدموا لها العلم الوطني ونسخ من النشيد الوطني وإعلان 1916. وجد استطلاع للرأي عام 2017 أن 82٪ يؤيدون تدريس النشيد في المدرسة. ادعى 40 ٪ أنهم يعرفون كل الكلمات و40 ٪ «بعض» منه. وقال تقرير Seanad لعام 2018 أن النشيد «بالفعل في الوقت الحالي في المناهج الدراسية على مستوى المدارس الابتدائية. ومع ذلك، بمجرد أن يتم تدريسها على مستوى المدارس الابتدائية هناك فرص قليلة للطلاب لاستخدام النشيد الوطني داخل البيئة المدرسية». وقال إن اقتراح غناء النشيد في المدرسة كل يوم «قد لا يكون ممكنا»، ولكن يمكن تشجيع أطفال المدارس لغنائها عشية [ن 8] من يوم القديس باتريك.
على الرغم من أن الجوقة هي فقط التي تشكل النشيد الوطني الرسمي، فإن موسيقى كل من المقاطع والجوقة غالباً ما يتم تشغيلها في الأحداث الرياضية خارج أيرلندا. يظهر نص مقطع الأول وكذلك الكورس في الطبعات المبكرة (1960) من كتاب حقائق عن أيرلندا الصادر عن وزارة الشؤون الخارجية. تتضمن الإصدارات اللاحقة الجوقة فقط.
يتم استخدام الأغنية من قبل العديد من القوميين الأيرلنديين كنشيد لجزيرة أيرلندا بأكملها. على هذا النحو، يتم عزفها في جميع مباريات GAA، بما في ذلك في أيرلندا الشمالية وفي الخارج. أوصى تقرير Seanad لعام 2018 عن النشيد بإدراك النشيد بين «المواطنين الأيرلنديين في الداخل والخارج، وكذلك المواطنين الجدد في أيرلندا». كان من الشائع في القرن العشرين، وليس معروفًا اليوم، أن تنتهي جلسة موسيقية في حانة في وقت الختام مع عزف النشيد الوطني. اشتكت Evening Herald الصادرة عام 1961 من أن النشيد عُزف «في كثير من الأحيان» و«عادة بطريقة مهينة»، وأنه «ينبغي أن يقتصر على مناسبات خاصة للغاية».
لا يوجد بروتوكول محدد للنشيد الوطني. أوصى تقرير Seanad لعام 2018 عن النشيد بتبني واحدة وقدمت مسودة. ينص بروتوكول العلم الصادر عن وزارة Taoiseach على أنه عندما يتم عزف النشيد الوطني بحضور العلم الوطني، يجب على كل الحاضرين مواجهة العلم ووضع الانتباه، ويجب على أفراد قوات الدفاع تحية العلم "حتى الملاحظة الأخيرة" من الموسيقى". يعلق أستاذ التاريخ كاويمين دي بارا قائلاً: "لا أعتقد أنني رأيت من قبل أي شخص يحيي العلم خلال أمهران نا بفيان. بالتأكيد، لا أحد يقف حتى آخر ملاحظة للموسيقى، نظرًا لأننا استبدلنا بفاعلية السطر الأخير من الأغنية بصراخ جماعي وصراخ حرة."
في عام 2017، دعت لجنة Seanad للاستشارات العامة إلى التعليق على «أنسب طريقة ينبغي للدولة أن تعاملها مع النشيد الوطني». وقال رئيسها، مارك دالي: «إن النقاش حول هذه المسألة يشمل جوانب من قانون حقوق النشر والتسامح الثقافي واحترام الرموز الوطنية والرأي العام وحرية التعبير ومجموعة من العوامل الأخرى.» استمعت اللجنة إلى التعليقات العامة من المعلقين المختارين في 5 ديسمبر 2017. قال مايكل و. دارسي إن الحكومة تحبذ الإرشادات وليس التشريع، وأن العقوبات على سوء الاستخدام قد تؤدي إلى نتائج عكسية. نشر تقرير اللجنة في يوليو 2018؛ أوصت بإصدار ترجمة رسمية إلى لغة الإشارة الأيرلندية (ISL). قامت جوقة الصم بأداء نسخة من النشيد في مكتبة لاينستر هاوس في حفل إطلاق التقرير الرسمي.

## النقد
في النقاش الذي دار عام 1933 حول حصول الدولة على حقوق التأليف والنشر للأغنية، كان هناك نقاش حول مزاياها أو عدم وجودها. قال فرانك ماكديرموت: "إذا تركنا المشاعر، يجب أن أعترف، من وجهة النظر الأدبية والموسيقية، فسأعتبر «أغنية الجندي» كما سنقول، قطعة صغيرة من الابتذال، وأعتقد أننا يمكن أن نفعل أفضل بكثير. أجاب Thomas F. O'Higgins ، "نشأت الأناشيد الوطنية، ليس بسبب ملاءمة الكلمات أو الملاحظات المعينة، ولكن بسبب اعتمادها بشكل عام من قبل الأمة. هكذا أصبحت «أغنية الجندي» نشيدًا وطنيًا في هذا البلد. صادف أن نشيد النشيد على شفاه الناس عندما دخلوا في نفوسهم وعندما أخلى الغرباء البلاد وتركوا المطلعين هنا لجعل الأفضل أو الأسوأ في البلاد. تم تبنيه من قبل الشعب هنا من قبل اعتمده المجلس التنفيذي". وجدت مجلة The Irish Independent في عام 2016 أنه "من الصعب أن نفهم ... كيف كان بيدرار كيرني، الذي كان ... شاعراً رائعاً، قد كتب مثل هذه القطعة الباهتة".
النسخة الأيرلندية هي ترجمة مجانية للغة الإنجليزية. في 2 أبريل 1926، تم اختيار "Fianna Fáil" كاسم للحزب السياسي الجديد لإمون دي فاليرا. ظهرت ترجمة رين في مجلد 1927 من الشعر مع مقدمة من دي فاليرا. منذ أن أصبحت النسخة الأيرلندية للنشيد شعبية في ثلاثينيات القرن العشرين، كان هناك استياء متقطع من اسم الحزب الذي يحدث فيه. قام الناشرون Browne & Nolan بطباعة نسخة في عام 1938 تحل محل "Sinne laochra Fáil" لـ "Sinne Fianna Fáil" (laochra = "heroes"، "warriors")، والتي يتم سماعها أحيانًا بدلاً من ذلك. تي دي مورين أوسوليفان فضل بالمثل تغيير «لاوشرا فيل». في Dáil في عامي 2011 و2012 ، سألت وزير المالية مايكل نونان عما إذا كان "Sin Fianna Fáil" «مناسبًا وصحيحًا» أو «له دلالات سياسية حزبية»؛ صرح نونان أنه كان مناسبًا وليس لديه مثل هذه الدلالات، نظرًا لأن الترجمة سبقت تأسيس الحزب. تقرير 2018 Seanad على النشيد اتخذ نفس الرأي. قال ميشيل سيليبان أن كلمات النسخة الأيرلندية تبدو أسوأ من الكلمات الإنجليزية، والتي لها قافية وهكذا هي أسهل في التعلم.
يعتبره الاتحاديون Ulster unionistsالنشيد الخاص بجمهورية أيرلندا، وليس رمزيًا لجزيرة أيرلندا بأكملها، وينكرون استخدامها مع رمزية إيرلندا المتحدة باعتبارها معاداة. (رمزية الأعلام في أيرلندا الشمالية تثير قضايا مماثلة.) في عام 1933، استندت الحكومة الاتحادية إلى قانون الصلاحيات الخاصة لحظر عرض الألوان الثلاثة عندما «يمثل الجيش الجمهوري الأيرلندي ... جمهورية إيرلندية ... أو ... أي جمعية غير قانونية»؛ تم تفسير الأمر على أنه حظر في جميع الظروف ما لم يتم نقله صراحة لتمثيل الدولة الحرة. صيغت أوامر مماثلة تحظر على وجه التحديد «أغنية الجندي» قبل انتخابات وستمنستر عام 1935 وعام 1938 ستورمونت، لكن الحكومة شعرت أنها كانت مثيرة للجدل بحيث لا يمكن تنفيذها؛ غالبًا ما تم الاحتجاج بأمر عام ضد الموسيقى بدعوى أنها «يحتمل أن يؤدي إلى انتهاك السلام». بعد عملية السلام في أيرلندا الشمالية، عندما بدأ الاتحادون والمحافظون بحضور مباريات الجمعية العامة بصفتهم الرسمية، وصلوا بعد لعب "Amhrán na bhFiann"، بمن فيهم وزير الرياضة إدوين بوتس في عام 2008.
صنف مسح غونتر إيك للأناشيد الوطنية "Amhrán na bhFiann" تحت عنوان «أناشيد المقاومة»، إلى جانب «La Marseillaise»، و«A Portugaluesa»، و«بولندا لم تضِع بعد». انتقد بعض المعلقين كلمات الأغنية لكونها عفا عليها الزمن، وألفاظها العسكرية، والمشاعر المعادية لبريطانيا. ينكر آخرون مثل هذه الأخطاء أو ينسبونها إلى الأناشيد الوطنية بشكل عام. وصف كيفن مايرز الدعوات بتعديلها أو استبدالها بأنها «موسمية مثل الربيع». تم طرح الأسئلة في Dáil بواسطة Frank MacDermot في عام 1932؛ نويل ليماس في عام 1973؛ تريفور سارجنت في عام 1993؛ ديريك ماكدويل في عام 1995؛ وجون براون في عام 2000. اعتقد المعلقون على حادثة كلية ترينيتي عام 1929 أن «أغنية الجندي» ستكون عائقًا أمام توثيق العلاقات بين الدولة الحرة وأيرلندا الشمالية. في عام 1995، أثناء عملية السلام في أيرلندا الشمالية، اقترح Taoiseach John Bruton في منتدى السلام والمصالحة تغيير النشيد، مع عدم موافقته على Fianna Fáil وSinn Féin. صاغ المنتدى تقريراً غير منشور حول «عقبات المصالحة في الجمهورية»؛ في عام 1998، زعمت مقالات الصحف التي تلخص المسودة أنها «تشير إلى أن الحكومة يمكنها تكليف الأناشيد البديلة للرياضة وغيرها من المناسبات غير الرسمية» والتي لم تكن «عسكرية بشكل مفرط». اقترح فيرغوس فينلي في عام 2007 «تقاعد النشيد بشرف». وجد استطلاع للرأي عام 2017 أن 84٪ أيدوا الاحتفاظ بالنشيد، بينما فضل 10٪ استبداله. يقترح المؤرخ Fearghal McGarry حقيقة أن الكلمات لم تعد تغنى بالإنجليزية يضعف الطلب على التغيير: «إن عدم الإلمام العام بكلمات كيرني الأصلية قد أكدت أن العمر الافتراضي لأغانيه مثل النشيد الوطني قد انتهى».
في النقاش الذي دار خلال الانتخابات الرئاسية عام 2011، سُئل المرشحون عما إذا كان النشيد الوطني «مناسبًا للغرض». فأقر معظمهم بالتعلق الشعبي القوي بالنشيد. عارض مارتن ماكوينيس ودانا روزماري سكالون أي تغيير. قالت ماري ديفيس أن الناس «لا يجب أن يفكروا في تغييره باستخفاف». اقترح مايكل د. هيجينز أن المؤتمر الدستوري يمكن أن يناقش الأمر. كان لسان غالاغر «آراء متباينة» وكان «مفتوحًا لاستكشاف تنقيحه». وقال ديفيد نوريس إن الأناشيد الأخرى كانت «متعطشة للدماء». أوصى تقرير 2018 Seanad على النشيد بعدم إجراء أي تغيير في الصياغة.

## البدائل
كان النشيد السابق الذي استخدمه القوميون الأيرلنديون هو «حفظ الله أيرلندا» أو "God Save Ireland"، مع كلمات كتبها تيموثي دانيال سوليفان في عام 1867 على أنغام «متشرد! متشرد!»، أغنية الحرب الأهلية الأمريكية كتبها في عام 1864 جورج فريدريك روت. أحيا «حفظ الله أيرلندا» ذكرى شهداء مانشستر، الذين أُعدموا في عام 1867 بتهمة القتل العمد بسبب دورهم في كمين لجماعة الإخوان الجمهوريين الإيرلنديين، واستبدل بسرعة النشيد غير الرسمي السابق، «أمة مرة أخرى» "A Nation Once Again"، الذي كتبه توماس ديفيس عام 1845 من حركة الشباب الأيرلندي. ارتبط اسم "God Save Ireland" بالحزب البرلماني الأيرلندي وزواله بواسطة أغنية The Soldier's Song بعد عام 1916 وهو يعكس الزوال الحزبي للشين فين.
الاتحاد الأيرلندي لكرة الرجبي (IRFU) وفريق اتحاد الرجبي الوطني الأيرلندي جميعها عبارة عن هيئات تضم العديد من المؤيدين للاتحاديين؛ على الرغم من أن "Amhrán na bhFiann" يُعزف في مباريات أيرلندا في الجمهورية، فإنه لا يلعب في أي مكان آخر ، وليس من المتوقع أن يغنيه اللاعبون الاتحادون. أثناء الاضطرابات، لم يتم لعب أي نشيد في المباريات خارج أيرلندا. في باريس، تم عرض "وردة الصيف الأخيرة " "The Last Rose of Summer"ف ي عام 1929 وقبل مباراة عام 1931 نصحت وزارة الشؤون الخارجية السفير جيرالد أوكيلي دي غالاغ بأنه إذا رفض المنظمون السماح بـ "أغنية الجندي" فعندئذٍ "المناسب" سيكون البث الإيرلندي هو " يد القديس باتريك أو "آخر وردة صيف" أو "دع إيرين تتذكر". في بطولة كأس العالم للرجبي، اعترض قائد الفريق دونال لينيهان على أن جميع الفرق الأخرى لها نشيد.
في كأس العالم لعام 1995 في جنوب إفريقيا، قرر الاتحاد الدولي لنقابات العمال (IRFU) تكليف أغنية من Phil Coulter  تبنت فرق أخرى من جميع الجزر «نداء أيرلندا» "Ireland's Call" لأسباب مماثلة لنداء IRFU. تبنته فرق الهوكي للرجال والسيدات في عام 2000، بعد أن استخدمت في السابق " Londonderry Air "، باستثناء أنه في دورة الألعاب الأولمبية لعام 2016، تم استخدام معيار المجلس الأولمبي الأيرلندي "Amhrán na bhFiann". لا تستخدم بعض الألعاب الرياضية النشيد الوطني، بما في ذلك كرة الريشة والبولينج. دفعت انتقادات إلى أن أغنية «دعوة أيرلندا» غير ملهمة دفعت صحيفة الأيرلندية تايمز إلى تكليف «بديل» مرتب من The Duckworth Lewis Method ليوم القديس باتريك 2010.
تم تبني "The Fields of Athenry" كهدية على هتاف المشجعين الأيرلنديين في كأس العالم لكرة القدم 1990 وبعد ذلك من قبل مشجعي فريق الرجبي. وقد وصف بأنه «نشيد رياضي وطني بحكم الواقع» و«نشيد وطني غير رسمي».

## كلمات الأغنية
كلمات الأغنية هي كلمات أغنية للمتمردين الأيرلنديين، تحض جميع الأيرلنديين على المشاركة في الكفاح لإنهاء هيمنة («المستبد» على «العبد») للإنجليز («عدو سكسوني») في أيرلندا («إنسفيل»). هناك تلميحات إلى التمردات الأيرلندية السابقة، والدعم من الأميركيين الأيرلنديين («من أرض تتجاوز الموجة»).
توجد اختلافات طفيفة في الإصدارات المنشورة؛ في النصوص التالية، جوقة هي من تقرير Seanad 2018. وتستند مقاطع إلى النشيد الوطني للعالم (الطبعة السادسة) مع تهجئة إيرلندية تم تحديثها إلى An Caighdeán Oifigiúil .

### الجوقة
الجوقة هي المعمول بها في النشيد الوطني.
| النسخة الأيرلندية | النسخة الإنجليزية |
| Sinne Fianna Fáil, \|atá faoi gheall ag Éirinn, Buíon dár slua thar toinn do ráinig chugainn, Faoi mhóid bheith saor Seantír ár sinsear feasta, Ní fhágfar faoin tíorán ná faoin tráill. Anocht a théam sa bhearna bhaoil, Le gean ar Ghaeil, chun báis nó saoil, Le gunna-scréach faoi lámhach na bpiléar, Seo libh canaig' amhrán na bhFiann. | Soldiers are we, whose lives are pledged to Ireland, Some have come from a land beyond the wave, Sworn to be free, no more our ancient sireland, Shall shelter the despot or the slave. Tonight we man the "bearna bhaoil", In Erin's cause, come woe or weal, 'Mid cannons' roar and rifles' peal, We'll chant a soldier's song. |

1. ↑  Literal translation: "We are the Warriors of Fál (Ireland)"
2. ↑  faoi and faoin may be written fé and fén, respectively
3. ↑  Literal translation: "For love of the Gael, towards death or life"
4. ↑  canaig' or canaidh is an archaic variant of canaigí
5. ↑  Kearney's original, otherwise English, text, includes bearna baoil, Irish for "gap of danger".[121]

### المقاطع الأصلية
يتكون النشيد فقط من جوقة الأغنية. يحتوي النص الأصلي على ثلاث مقاطع، تم ضبطها على نغمة مختلفة قليلاً، باستخدام الكلمات التالية:
| النسخة الأيرلندية | النسخة الإنجليزية |
| I Seo dhíbh, a chairde, duan Ógláigh Caithréimeach bríomhar ceolmhar Ár dtinte cnámh go buacach táid 'S an spéir go mín réaltógach Is fonnmhar faobhrach sinn chun gleo 'S go tiúnmhar glé roimh thíocht don ló Fé chiúnas chaomh na hoíche ar seol Seo libh, canaídh Amhrán na bhFiann. Curfá II Cois bánta réidhe, ar ardaibh sléibhe Ba bhuadhach ár sinsir romhainn Ag lámhach go tréan fén sárbhrat séin 'Tá thuas sa ghaoth go seolta Ba dhúchas riamh dár gcine cháidh Gan iompáil siar ó imirt áir 'S ag siúl mar iad i gcoinne námhad Seo libh, canaídh Amhrán na bhFiann Curfá III A bhuíon nach fann d'fhuil Ghaeil is Gall Sin breacadh lae na saoirse Tá sceimhle 's scanradh i gcroíthe námhad Roimh ranna laochra ár dtíre Ár dtinte is tréith gan spréach anois Sin luisne ghlé sa spéir anoir 'S an bíobha i raon na bpiléar agaibh Seo libh, canaídh Amhrán na bhFiann Curfá | I We'll sing a song, a soldier's song With cheering, rousing chorus As round our blazing fires we thong The starry heavens o'er us Impatient for the coming fight And as we wait the morning's light Here in the silence of the night We'll chant a soldier's song Chorus II In valley green, or towering crag Our fathers fought before us ‏ And conquered 'neath the same old flag That's proudly floating o'er us We're children of a fighting race That never yet has known disgrace And as we march, the foe to face We'll chant a soldier's song Chorus III Sons of the غايل! Men of the Pale! The long-watched day is breaking The serried ranks of ليا فويل Shall set the tyrant quaking Our camp fires now are burning low See in the east a silv'ry glow Out yonder waits the أنجلوسكسونيون foe So chant a soldier's song Chorus |

### مقطع إضافي
في صيف عام 1937، ربما بدافع من سن دستور أيرلندا وإدراجها في أيرلندا الشمالية ضمن «الأراضي الوطنية»، كتب كيرني مقطعًا إضافيًا "استجابة لطلب من الايرلنديين من المقاطعات الشمالية الشرقية الست [i.e. أيرلندا الشمالية] يمكن لأيرلندا الشمالية ] تسجيل احتجاج ضد تقسيم أولستر المخطط له من قبل البريطانيين". تم نشره في The Irish Press في عام 1938. اعتبارا من 1998، لم يتضمن الإصدار المسجل المقطع الإضافي، 
And here where Eire's glories bide,

عشيرة London fain would flourish;

But Ulster-wide, whate'er betide,

No pirate blood shall nourish;

While flames the faith of Con and Owen,

While Cave Hill ‏ guards the fame of Tone,

From سليف جوليون's Slopes to Inishowen

We'll chant a Soldier's Song.